# Adrien Petit
Pour les articles homonymes, voir Petit.
Adrien Petit, né le 26 septembre 1990 à Arras, est un coureur cycliste français, membre de l'équipe Intermarché-Circus-Wanty. 

## Biographie

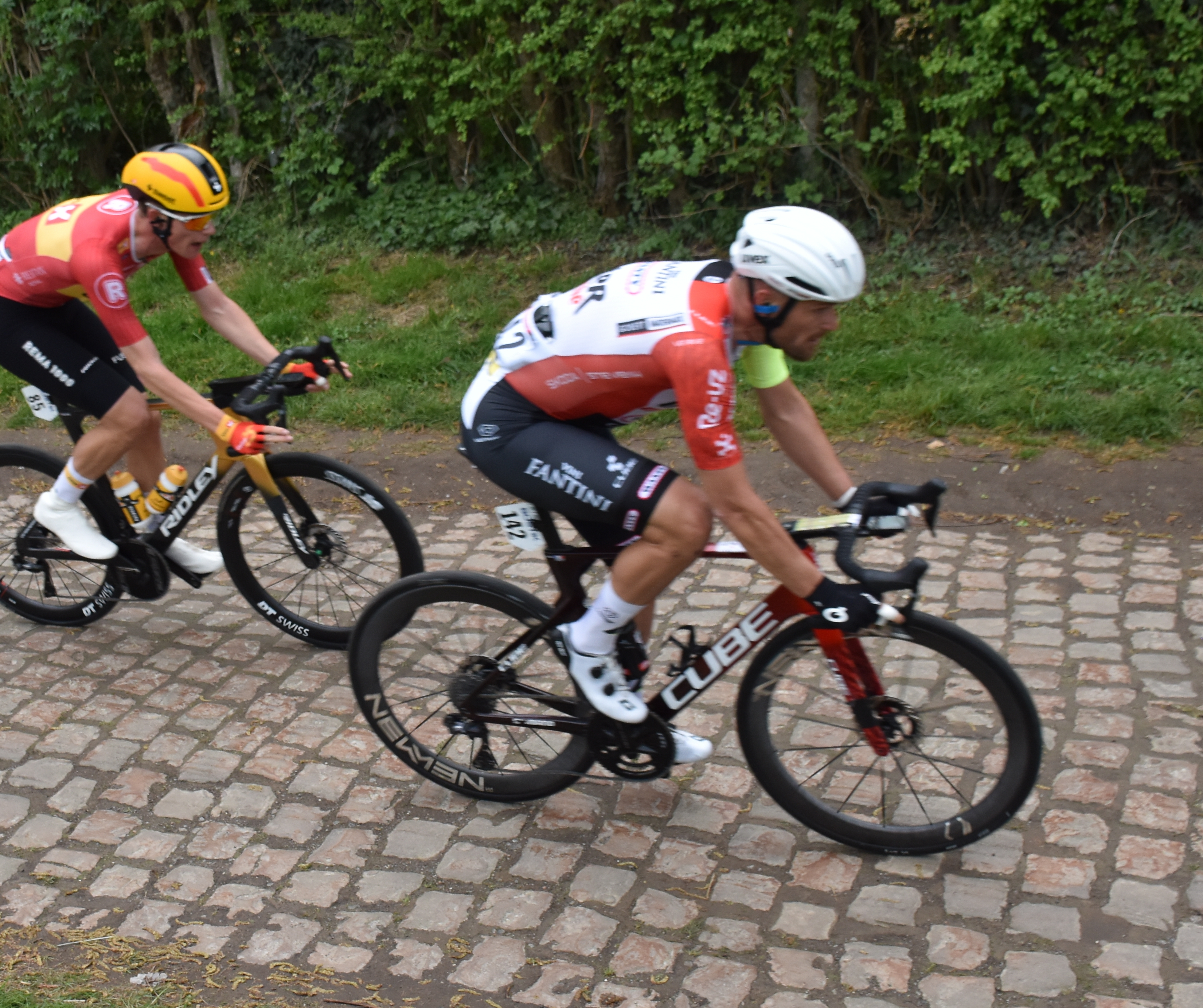
Adrien Petit N142 - Paris-Roubaix 2025.

### Débuts cyclistes et carrière chez les amateurs
Adrien Petit se fait remarquer chez les juniors quand il remporte la troisième étape du Keizer der Juniores et monte sur le podium du Chrono des Nations à la fin de la saison cycliste 2008.
En 2009, il rejoint la formation picarde du CC Nogent-sur-Oise. Pour ses débuts sous ses nouvelles couleurs, il s'adjuge la troisième étape de l'Essor breton.
L'année suivante, il remporte plusieurs succès. Il est notamment vainqueur de Bordeaux-Saintes, d'étapes sur des épreuves comme le Tour de Normandie (UCI Europe Tour), la Boucle de l'Artois ou bien encore le Tour d'Eure-et-Loir. Il obtient aussi quelques accessits sur des courses d'un jour. C'est notamment le cas au Grand Prix de la ville de Pérenchies qu'il termine en seconde position ou aux championnats de France espoirs qui le voit finir sur la dernière marche du podium. Intéressés par son profil, les dirigeants de la formation française Cofidis lui offrent une place de stagiaire au deuxième semestre puis lui font signer son premier contrat professionnel dans la foulée.

### Carrière professionnelle

#### 2011-2015: Cofidis
Adrien Petit devient coureur professionnel en 2011 au sein de l'équipe française Cofidis. À la fin de cette saison, il participe aux championnats du monde sur route, à Copenhague, avec l'équipe de France espoirs. À l'arrivée de la course en ligne de cette catégorie, il emmène le sprint d'Arnaud Démare. Celui-ci devient champion du monde espoirs, et Adrien Petit est médaillé d'argent.
L'année suivante, il obtient quelques belle places d'honneur au premier semestre. Il est ainsi troisième du Samyn en Belgique et du  championnat de France sur route. En fin de saison, il termine second de Binche-Tournai-Binche.
En 2013, il obtient sa première victoire avec Cofidis en gagnant une étape de la Tropicale Amissa Bongo au Gabon. Quelques mois plus tard, il dispute le Tour d'Espagne, son premier grand tour. Il termine l'épreuve à la 156e place du classement général.
L'année suivante, il remporte le Tro Bro Leon et participe pour la première fois au Tour de France. Pour ses débuts sur la grande boucle, il est 156e lors de l'arrivée à Paris.
En 2015, il gagne le prologue du Tour de Luxembourg. Il sert aussi, et à plusieurs reprises, d'équipier pour Nacer Bouhanni. Sa bonne pointe de vitesse lui permet en effet d'être présent dans les derniers hectomètres des épreuves et d'emmener les sprints du nouveau leader de la formation Cofidis.

#### 2016-2021: Direct Énergie
En 2016, Adrien Petit quitte Cofidis et rejoint Direct Énergie où il fait partie des équipiers chargés d'emmener les sprints pour Bryan Coquard. Il commence son année en gagnant trois étapes de la Tropicale Amissa Bongo et le classement général de cette course. Présent en février sur les premières classiques flandriennes, il est le sprinteur de son équipe à la place de Coquard, absent pour cause de blessure. Petit est septième du Circuit Het Nieuwsblad malgré une chute, puis treizième de Kuurne-Bruxelles-Kuurne. Il est en avril dixième de Paris-Roubaix. En mai, lors des Quatre Jours de Dunkerque, il est le lanceur de Coquard qui gagne trois étapes au sprint et remporte le classement général. Petit déclare se satisfaire de son rôle pour Coquard et dit à ce sujet : « on est parti pour quelques années ». Petit est sélectionné pour la course en ligne des championnats du monde 2016 disputés au Qatar. Il a pour leaders Nacer Bouhanni et Arnaud Démare, son chef de file habituel Bryan Coquard n'étant que remplaçant.
Au premier semestre 2017, Adrien Petit est l'un des chefs de file de l'équipe Direct Énergie sur les classiques flandriennes. Dixième du Circuit Het Nieuwsblad, il termine ensuite neuvième de Paris-Roubaix, soit une place de mieux que l'année précédente. C'est à ce jour son meilleur résultat sur ce monument du cyclisme. Quelques semaines plus tard, il gagne la sixième étape des Quatre Jours de Dunkerque puis remporte au sprint le Grand Prix de la Somme devant Rudy Barbier et Lorrenzo Manzin.
Fin juillet 2019, il est sélectionné pour représenter la France aux championnats d'Europe de cyclisme sur route en compagnie d'Arnaud Démare.

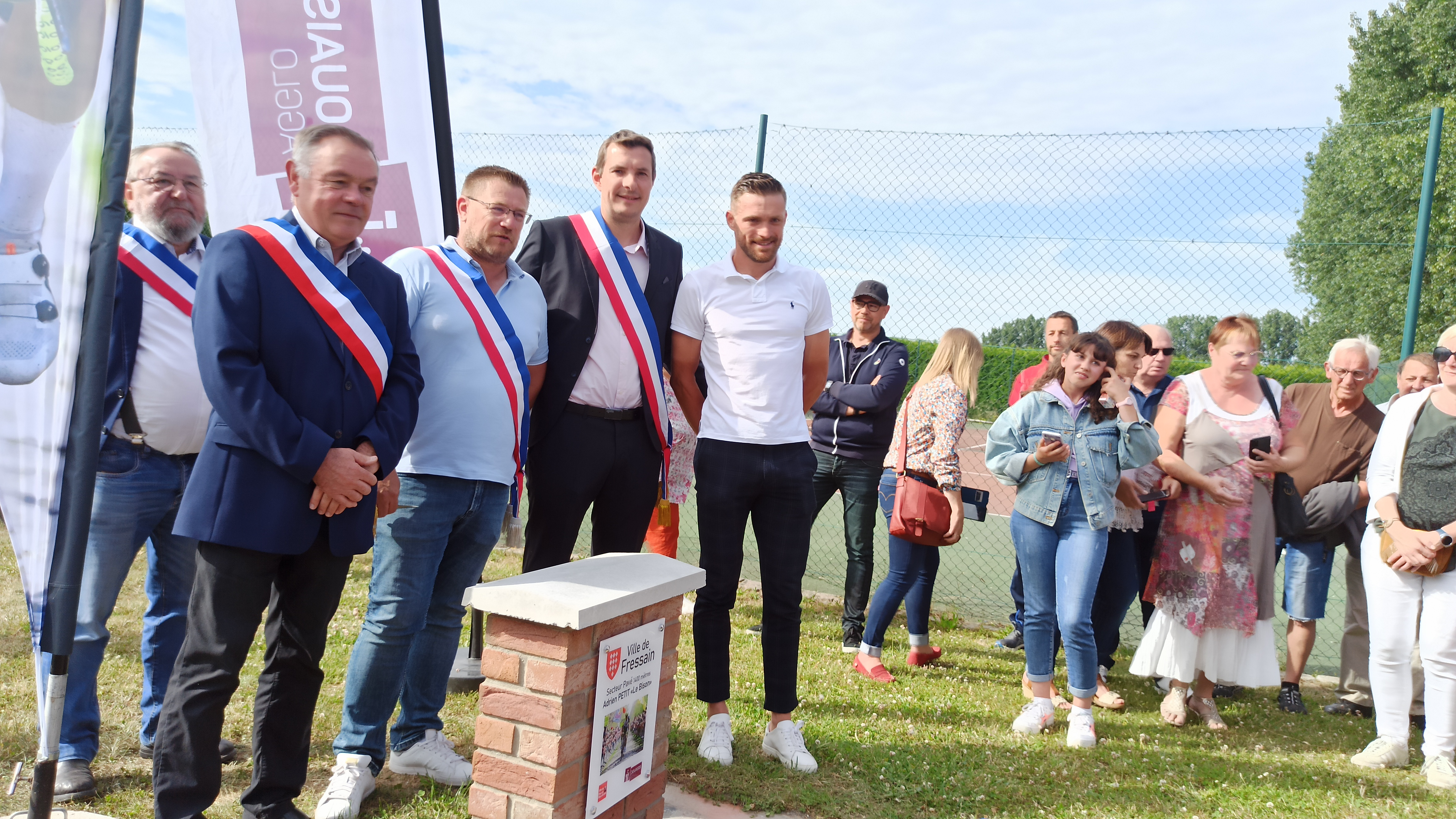
Adrien Petit, Eric Sylvain Maire de Fressain, Patrick Mercier (à gauche) maire de Villers-au-Tertre lors de l'inauguration du secteur pavé Adrien Petit. 1er tronçon pavé du Tour de France 2022

#### 2022-2025: Intermarché-Wanty-Gobert Matériaux
En octobre 2021, le transfert d'Adrien Petit dans l'équipe Intermarché-Wanty-Gobert Matériaux est annoncé. Petit a un contrat portant sur deux ans.
Petit commence la saison 2023 par le Challenge de Majorque à la fin du mois de janvier. Pour son premier jour de course, il chute et se blesse à l'articulation acromio-claviculaire droite. De retour sur les courses le 22 mars lors de la Classic Bruges-La Panne, il chute une semaine plus tard durant À travers les Flandres. Atteint cette fois d'une fracture à un majeur, il doit renoncer à participer aux autres classiques flandriennes que sont le Tour des Flandres et Paris-Roubaix. Reprenant la compétition en mai, Petit signe durant ce mois une prolongation de son contrat jusqu'en fin d'année 2025.

## Palmarès et résultats

### Palmarès sur route

#### Palmarès amateur
- 2008
  - 3e étape du Keizer der Juniores
  - 3e du Chrono des Nations juniors
- 2009
  - 3e étape de l'Essor breton
  - 3e du Grand Prix de Saint-Saens
- 2010
  - Bordeaux-Saintes
  - 2e étape du Tour de Normandie
  - 3e étape de la Boucle de l'Artois
  - 2e et 4e étapes du Tour d'Eure-et-Loir
  - Nocturne de Bar-sur-Aube
  - 2e du Grand Prix de la ville de Pérenchies
  - 2e du Grand Prix de Soissons
  - 3e du championnat de France sur route espoirs
- 2011
  -  Médaillé d'argent du championnat du monde sur route espoirs

#### Palmarès professionnel
- 2011
  - 3e de Binche-Tournai-Binche
- 2012
  - 2e de Binche-Tournai-Binche - Mémorial Frank Vandenbroucke
  - 3e du Samyn
  - 3e du championnat de France sur route
- 2013
  - 4e étape de la Tropicale Amissa Bongo
  - 3e du Samyn
- 2014
  - Tro Bro Leon
  - 2e du Grote Prijs Dr. Eugeen Roggeman
  - 3e de la Roue tourangelle
- 2015
  - Prologue du Tour de Luxembourg
- 2016
  - Tropicale Amissa Bongo :
    - Classement général
    - 3e, 5e, et 6e (contre-la-montre) étapes

  - 10e de Paris-Roubaix
- 2017
  - 6e étape des Quatre Jours de Dunkerque
  - Grand Prix de la Somme
  - 9e de Paris-Roubaix
  - 10e du Circuit Het Nieuwsblad
- 2018
  - Paris-Troyes
- 2019
  - 6e de Gand-Wevelgem
- 2022
  - 3e du Grand Prix de Denain
  - 6e de Paris-Roubaix

### Résultats sur les grands tours

#### Tour de France
5 participations
- 2014 : 156e
- 2016 : 164e
- 2017 : 126e
- 2022 : 111e
- 2023 : 143e

#### Tour d'Italie
1 participation
- 2024 : abandon (5e étape)

#### Tour d'Espagne
1 participation
- 2013 : 130e

### Résultats sur les classiques
Ce tableau présente les résultats d'Adrien Petit sur courses d'un jour de l'UCI World Tour auxquelles il a participé, ainsi qu'aux différentes compétitions internationales.
| Légende | Légende | Légende | Légende     | Légende | Légende              | Légende | Légende       |
| ------- | ------- | ------- | ----------- | ------- | -------------------- | ------- | ------------- |
| Ab.     | Abandon | HD      | Hors-délais | -       | Pas de participation | ×       | Pas d'épreuve |

| Année | Circuit Het Nieuwsblad | Milan-San Remo | Trois Jours de Bruges-La Panne | Grand Prix E3 | Gand-Wevelgem | À travers les Flandres | Tour des Flandres | Paris-Roubaix | Cyclassics Hamburg | RideLondon-Surrey Classic | Bretagne Classic | Grand Prix de Québec | Grand Prix de Montréal | Championnat d'Europe | Championnat du monde |
| ----- | ---------------------- | -------------- | ------------------------------ | ------------- | ------------- | ---------------------- | ----------------- | ------------- | ------------------ | ------------------------- | ---------------- | -------------------- | ---------------------- | -------------------- | -------------------- |
| 2011  | Ab.                    | -              | ×                              | Ab.           | 15e           | -                      | -                 | 91e           | -                  | -                         | 191e             | -                    | -                      | -                    | -                    |
| 2012  | Ab.                    | -              | ×                              | Ab.           | 34e           | Ab.                    | -                 | 28e           | -                  | -                         | -                | -                    | -                      | -                    | -                    |
| 2013  | 16e                    | -              | ×                              | 92e           | Ab.           | Ab.                    | -                 | 29e           | -                  | -                         | -                | -                    | -                      | -                    | -                    |
| 2014  | 85e                    | -              | ×                              | 24e           | 100e          | 71e                    | Ab.               | 28e           | -                  | -                         | Ab.              | -                    | -                      | -                    | -                    |
| 2015  | 82e                    | Ab.            | ×                              | -             | Ab.           | 73e                    | Ab.               | Ab.           | -                  | -                         | -                | -                    | -                      | -                    | -                    |
| 2016  | 7e                     | -              | ×                              | -             | Ab.           | 12e                    | 46e               | 10e           | -                  | -                         | Ab.              | 105e                 | 64e                    | -                    | Ab.                  |
| 2017  | 10e                    | -              | ×                              | Ab.           | -             | 72e                    | 26e               | 9e            | -                  | -                         | -                | -                    | -                      | -                    | -                    |
| 2018  | -                      | -              | 32e                            | 76e           | -             | 74e                    | -                 | 46e           | -                  | -                         | -                | -                    | -                      | -                    | -                    |
| 2019  | 70e                    | -              | 26e                            | -             | 6e            | 13e                    | 26e               | 15e           | -                  | Ab.                       | -                | -                    | -                      | Ab.                  | -                    |
| 2020  | Ab.                    | 87e            | 38e                            | ×             | Ab.           | ×                      | Ab.               | ×             | ×                  | ×                         | -                | ×                    | ×                      | -                    | -                    |
| 2021  | 115e                   | 149e           | 150e                           | -             | 58e           | Ab.                    | Ab.               | 76e           | ×                  | ×                         | -                | ×                    | ×                      | -                    | -                    |
| 2022  | 82e                    | -              | 123e                           | Ab.           | 38e           | Ab.                    | Ab.               | 6e            | 113e               | ×                         | -                | -                    | -                      | -                    | -                    |
| 2023  | -                      | -              | Ab.                            | -             | -             | Ab.                    | -                 | -             |                    | ×                         |                  |                      |                        |                      |                      |

### Classements mondiaux
| Année                                 | 2009 | 2010 | 2011 | 2012 | 2013 | 2014 | 2015 | 2016 | 2017 | 2018 | 2019 | 2020  | 2021  | 2022 | 2023  | 2024  |
| ------------------------------------- | ---- | ---- | ---- | ---- | ---- | ---- | ---- | ---- | ---- | ---- | ---- | ----- | ----- | ---- | ----- | ----- |
| Classement mondial                    |      |      |      |      |      |      |      | 154e | 201e | 416e | 189e | 1498e | 2068e | 220e | 2801e | 2321e |
| UCI Europe Tour                       | 896e | 311e | 54e  | 35e  | 60e  | 55e  | 362e | 262e | 227e | 313e | 155e | 1119e | 1403e | 180e | nc    | nc    |
| UCI Africa Tour                       | nc   | nc   | nc   | nc   | 54e  | nc   | nc   | 12e  | nc   | 87e  |      |       |       |      |       |       |
|                                       |      |      |      |      |      |      |      |      |      |      |      |       |       |      |       |       |
| Légende : nc = non classéSource : UCI |      |      |      |      |      |      |      |      |      |      |      |       |       |      |       |       |

### Palmarès en cyclo-cross
- 2018-2019
  - Cyclo-cross de Saint-Macaire[13]